# Station Godętowo
Station Godętowo is een spoorwegstation in de Poolse plaats Godętowo.